# Kéry László
Kéry László (Budapest, 1920. szeptember 17. – Budapest, 1992. február 18.) irodalomtörténész, színikritikus, műfordító, az irodalomtudomány kandidátusa (1963) és doktora (1977), a Magyar Tudományos Akadémia levelező (1987) tagja. Az angol irodalom történetének avatott kutatója volt, főként William Shakespeare és David Herbert Lawrence életművével, valamint az egyetemes drámairodalommal kapcsolatos munkássága jelentős.

## Életútja
Az Eötvös Kollégium tagjaként 1944-ben szerezte meg bölcsészdoktori és magyar–angol szakos tanári oklevelét a budapesti Pázmány Péter Tudományegyetemen. 1944-től egy tanéven át Debrecenben volt gimnáziumi tanár, majd 1945-től 1950-ig a vallás- és közoktatásügyi minisztérium előadójaként dolgozott. Időközben másfél éven át, 1947–1948-ban ösztöndíjjal Londonban végzett irodalomtörténeti kutatásokat. 1950 és 1953 között ismét Debrecenben volt középiskolai tanár, mígnem 1953-ban kinevezték a budapesti Eötvös Loránd Tudományegyetem világirodalmi tanszékére adjunktusnak. 1967 és 1973 között az angol tanszéket vezette docensként, 1981-től haláláig pedig egyetemi tanárként oktatott ugyanott.

## Munkássága
Irodalomtörténeti kutatásai középpontjában az angol irodalom állt. Behatóan foglalkozott a reneszánsz drámairodalommal – azon belül főként William Shakespeare életművével –, valamint a 19–20. századi angol regényirodalommal, elsősorban David Herbert Lawrence munkásságával. Shakespeare drámai műveinek 1955-ben kiadott hatkötetes, majd 1972-ben megjelent négykötetes magyar nyelvű összkiadását szerkesztőként készítette elő, az Európa Kiadó gondozásában az 1960-as évek elején a Világirodalmi Kiskönyvtár, majd az 1980-as években ugyanott a William Shakespeare Drámái sorozatban megjelent Shakespeare-kötetekhez rendre ő írt jegyzeteket és kísérő tanulmányokat. Szöveggondozóként, esetenként műfordítóként, elő- és utószók írásával közreműködött John Ford, Henry Fielding, Laurence Sterne, Robert Burns, Percy Bysshe Shelley, John Keats, Charlotte Brontë, Thomas Hardy, Edward Morgan Forster és Victor Sawdon Pritchett műveinek magyar nyelvű kiadásaiban. Maga fordította és kísérő tanulmányokkal adta közre a két 17–18. századi angol színműíró, William Wycherley és William Congreve egy-egy vígjátékát, valamint Jonathan Swift, Samuel Butler, Richard Hughes, illetve az amerikai Howard Fast prózai műveit. Érdeklődése kiterjedt a magyar költészetre (pl. Fazekas Mihály), a világ drámairodalmának dramaturgiai és kritikai elemzésére is.
Ifjúkorában több novellája megjelent. 1945–1947-ben Kardos Lászlóval együtt szerkesztette a Nyugat folytatásának szánt, Magyarok című folyóiratot, 1960-tól a Nagyvilág szerkesztője, 1973-tól haláláig főszerkesztője volt.

## Társasági tagságai és elismerései
Tudományos eredményei elismeréseként 1987-ben a Magyar Tudományos Akadémia levelező tagjává választották, az MTA modern filológiai bizottságának elnöki tisztét töltötte be. 1959-től a Magyar PEN Club főtitkára, 1983-tól haláláig alelnöke volt, emellett ellátta a Modern Filológiai Társaság alelnöki feladatait is.
1964-ben a Munka Érdemrend ezüstfokozatát, 1981-ben az Akadémiai Díjat vehette át.

## Főbb művei
- Stílussajátosságok D. H. Lawrence regényeiben. Budapest, 1944.
- Shakespeare tragédiái. Budapest, Gondolat, 1959, 119 p. = Irodalomtörténeti Kiskönyvtár.
- Shakespeare vígjátékai. Budapest, Gondolat, 1964, 381 p.
- Shakespearean comedy. Budapest, Akadémiai, 1964, 22 p.
- Falstaff alakja Shakespeare IV. Henrik című királydrámájában. Budapest, Akadémiai, 1964, 21 p.
- Some remarks on the complexity of Shakespeare’s comic characters. Birmingham, Shakespeare Institute, 1968.
- Shakespeare, Brecht és a többiek: Színikritikák. Budapest, Magvető, 1968, 374 p. = Elvek és Utak.
- Angol írók: Tanulmányok, cikkek. Budapest, Magvető, 1975, 408 p. = Elvek és Utak.
- A sötét láng prófétája: A regényíró D. H. Lawrence. Budapest, Gondolat, 1978, 420 p.
- Talán álmodni: Hamlet-tanulmányok. Budapest, Magvető, 1989, 234 p.

## További irodalom
- Németh G. Béla: Kéry László. in: Magyar Tudomány 1992